# Gody-Dobrowódka
Gody-Dobrowódka (ukr. Годи-Добровідка) – wieś na Ukrainie, w  obwodzie iwanofrankiwskim, w rejonie kołomyjskim.
Składa się z dawniej samodzielnych wsi Gody i Dobrowódka.
Znajduje się tu powstała w XIX w. stacja kolejowa Gody-Turka, położona na linii Lwów – Czerniowce.
W II Rzeczypospolitej miejscowość w powiecie kołomyjskim województwa stanisławowskiego. W latach 1943–1945 nacjonaliści ukraińscy z OUN-UPA zamordowali tutaj 15 Polaków.
W czasie okupacji niemieckiej polska mieszkanka wsi Helena Hajdejczuk udzielała pomocy Żydom, za co została zamordowana przez Niemców. W 2002 roku Instytut Jad Waszem uhonorował ją pośmiertnie tytułem Sprawiedliwej wśród Narodów Świata.